# Carl Wurzbach-Tannenberg
Carl Wurzbach-Tannenberg (28. října 1809 Lublaň – 16. května 1886 Lublaň) byl rakouský politik z Kraňska, v 2. polovině 19. století poslanec Říšské rady, zemský hejtman Kraňska, později kraňský zemský prezident.

## Biografie
Jeho otec byl právník Maxmilian Wurzbach-Tannenberg, matkou byla Josefa Pinterová. Vystudoval v letech 1820–1825 gymnázium a v letech 1826–1827 filozofii v Lublani. Pak studoval na Vídeňské univerzitě, kde 4. prosince 1832 získal doktorát z filozofie a 29. července 1833 i titul doktora práv. Od 2. května 1833 dlouhodobě působil v Zemědělské společnosti v Lublani (v letech 1869–1886 byl jejím předsedou). Jako statkář se zasazoval o rozvoj zemědělství. Od roku 1852 byl rovněž členem kraňské spořitelny. V důsledku zrušení poddanství během revolučního roku 1848 byl následně v roce 1849 jmenován do státní komise pro reformu daní, v níž zasedal do prosince 1853. I později byl opakovaně členem různých odborných komisí zaměřených na systém pozemkových daní.
Po obnovení ústavní vlády se zapojil i do politiky. Od roku 1861 byl poslancem Kraňského zemského sněmu za velkostatkářskou kurii. Zemský sněm ho roku 1861 delegoval i do Říšské rady (tehdy ještě volené nepřímo) za Kraňsko (kurie velkostatkářská). K roku 1861 se uvádí jako náměstek zemského hejtmana a statkář, bytem v Lublani. 9. dubna 1864 na mandát rezignoval, ale již 13. dubna 1864 byl za velkostatkáře opětovně do parlamentu delegován. Zůstal tam pak do konce funkčního období. V Říšské radě se přiklonil k německým liberálům (takzvaná Ústavní strana, liberálně a centralisticky orientovaná, odmítající federalistické aspirace neněmeckých etnik). V roce 1863 ovšem přiznal, že jeho mateřštinou byla slovinština a na zemském sněmu v některých otázkách podporoval slovinské jazykové požadavky.
Od 3. dubna 1861 do roku 1866 vykonával funkci náměstka zemského hejtmana a od 15. listopadu 1866 do roku 1871 byl zemským hejtmanem Kraňska (předseda zemského sněmu a nejvyšší představitel zemské samosprávy). Pak opustil zemský sněm a 19. května 1871 byl jmenován zemským prezidentem Kraňska (nejvyšší představitel státní správy, v jiných korunních zemích tento post byl nazýván místodržícím). Tento post zastával do roku 1872, kdy rezignoval ze zdravotních důvodů. Rezignaci bylo vyhověno 27. června 1872. Získal zároveň titul barona a opustil aktivní politiku. Coby zemský hejtman i prezident se snažil vyrovnávat s národnostní polarizací v Kraňsku.
Po odchodu z politických funkcí se věnoval správě svého statku a dobročinným aktivitám. Již roku 1866 věnoval takto 6000 zlatých na péči o válečné invalidy. V roce 1862 mu lublaňská obecní rada vydala děkovný list, získal i čestné občanství některých kraňských měst. Odmítal slavizaci a podporoval německé školství a kulturu. V roce 1868 mu byl udělen Císařský rakouský řád Leopoldův.
Jeho bratrem byl encyklopedista Constantin von Wurzbach.